# Pasikonik długopokładełkowy
Pasikonik długopokładełkowy (Tettigonia caudata) – duży owad prostoskrzydły z rodziny pasikonikowatych (Tettigoniidae) związany z terenami trawiastymi i agrocenozami. Występuje w Europie i Azji Mniejszej. W Polsce rzadko spotykany, stwierdzany głównie na wyżynach środkowopolskich oraz na zachodzie kraju.
Ciało i pokrywy skrzydeł ciemnozielone, odnóża czasem żółte, czułki dłuższe niż ciało, pokładełko długie (stąd nazwa). Skrzydła osobników obydwu płci są dobrze rozwinięte. Długość ciała samic dochodzi do 38 mm.
Osobniki dorosłe spotykane są od połowy lipca, najczęściej na polach i łąkach.
Na Czerwonej Liście Zwierząt Ginących i Zagrożonych w Polsce klasyfikowany jest w kategorii NT (bliski zagrożenia).